# Gliacell

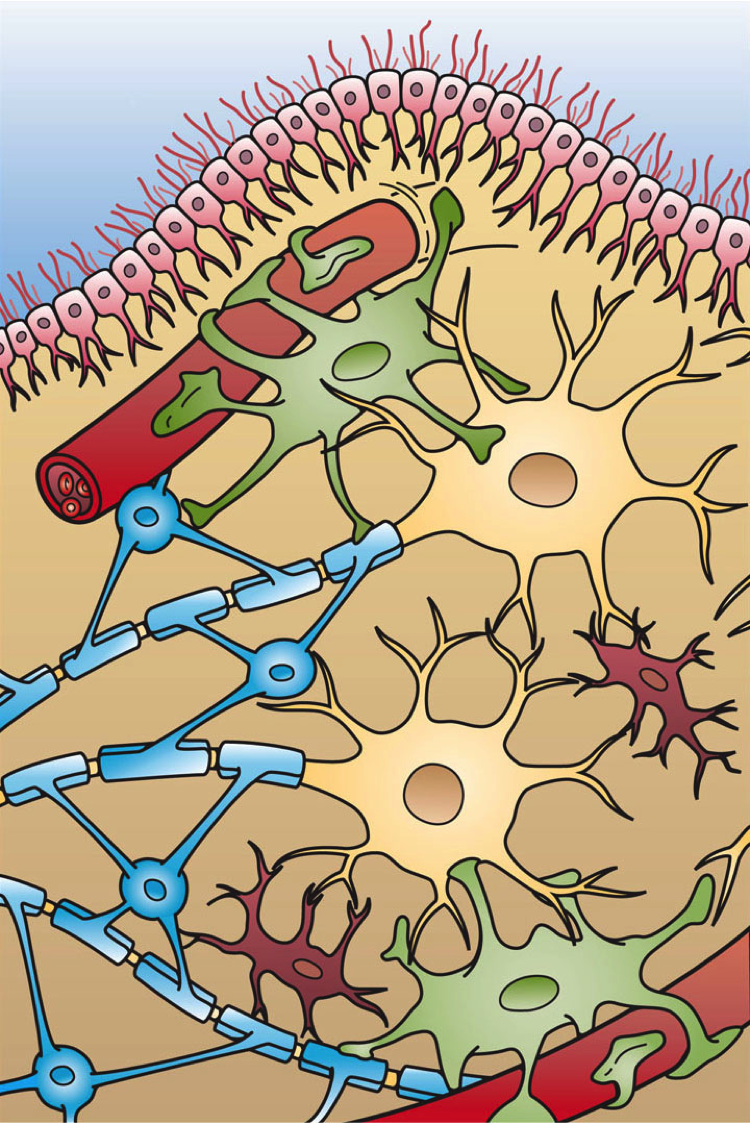
Bilden visar de fyra olika typerna av gliaceller som finns i det centrala nervsystemet: ependymala celler (rosa), astrocyter (grön), mikroglia (mörkröd), och oligodendrocyter (ljusblå).

Gliaceller är en grupp av olika celltyper i nervsystemet. Det finns ungefär lika många gliaceller som nervceller i människans hjärna och antalet har uppskattats till ungefär 85 miljarder vardera. Gliaceller har som funktion att omge nervceller och modulera framskridningen av nervimpulser, bidra med näring och syre till nervceller, och hjälpa till med läkningen av nervskador. Tumörer, godartade eller elakartade, som har sitt ursprung i gliaceller kallas gliom.
De olika typerna av gliaceller är: astrocyter, oligodendrocyter, ependymala celler och mikroglia i det centrala nervsystemet, och Schwannceller och satellitceller i det perifera nervsystemet. Ordet glia är grekiska för lim, och namnet återspeglar att man vid upptäcken av hjärnans celler på 1800-talet trodde att gliaceller höll samman nervcellerna i nervsystemet som ett lim.

## Typer

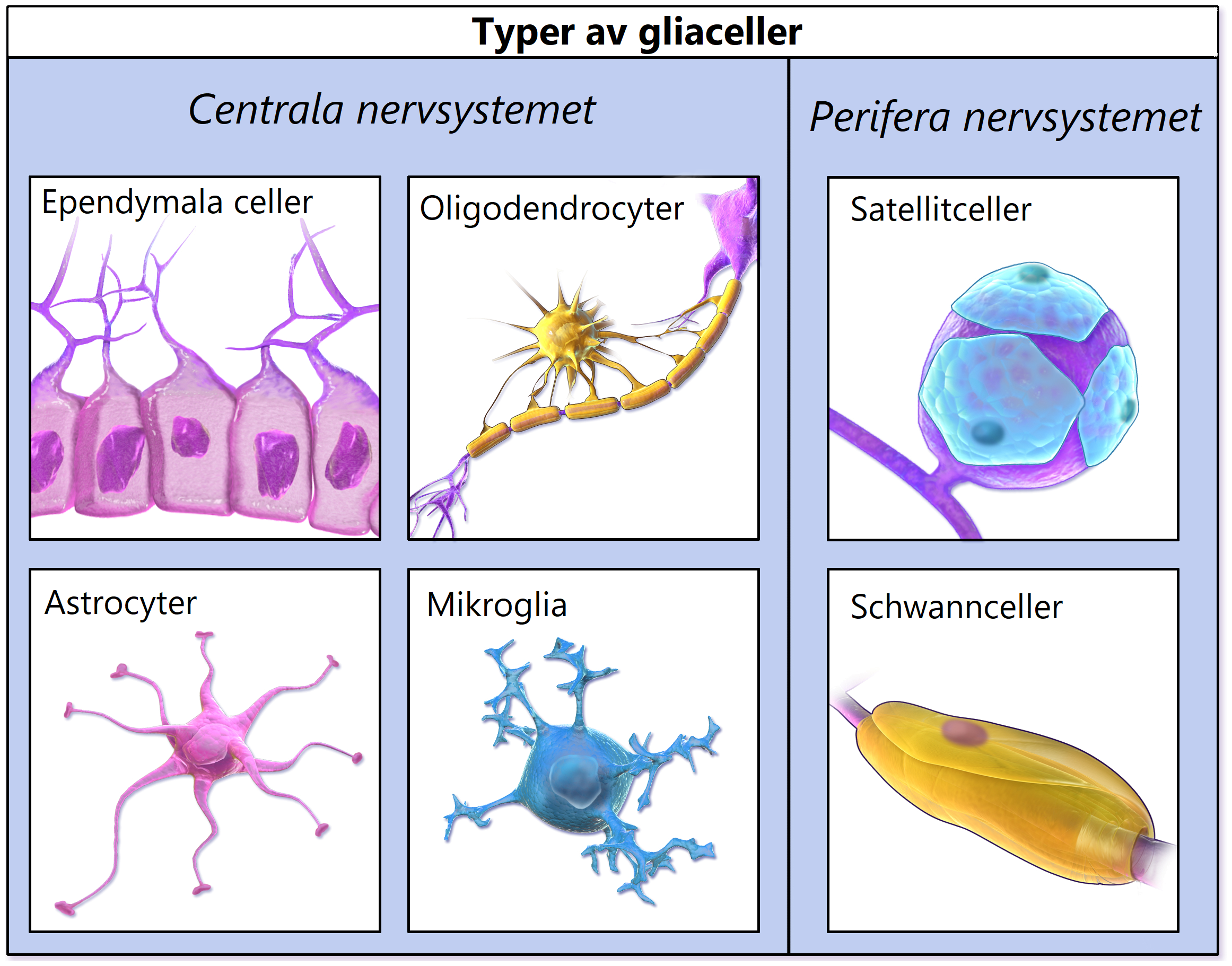
Olika typer av gliaceller.

### Centrala nervsystemet

#### Ependymala celler
Ependymala celler är en typ av epitel som utgör ytan in mot hjärnans hålrum (ventrikelsystemet). De fungerar också som stamceller, vilket innebär att de kan dela sig och därmed skapa nya nerv- och gliaceller.

#### Astrocyter

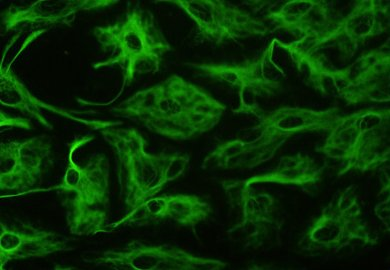
Astrocyter i infärgning av ett fibrillärt protein.

Astrocyter är stjärnformade till utseendet. Forskning antyder att dessa celler inte enbart har en stödjande funktion åt neuron, utan även är involverade vid läkning av skador i hjärnan. Astrocyter ingår även som en del i blod-hjärnbarriären där de "tätar" kapillärväggen, så att kemiska substanser i blodet inte okontrollerat ska kunna påverka nervcellerna.

#### Mikroglia
Till skillnad från andra gliaceller och nervceller är mikroglia av mesodermalt ursprung och har en fagocyterande funktion, och avlägsnar bland annat resterna av döda nervceller och andra gliaceller. De klassas ibland som hjärnans makrofager. De spelar sannolikt också en viktig roll vid inflammatoriska processer i hjärnan.

#### Oligodendrocyter
Oligodendrocyter, också kallade oligodendroglia, bildar myelin i hjärnan och ryggmärgen (centrala nervsystemet). Till skillnad mot de myelinbildande cellerna i perifera nervsystemet, Schwannceller, kan varje oligodendrocyt producera myelin åt mer än en nervcell. Sjukdomen multipel skleros påverkar oligodendrocyternas förmåga att producera myelin.

#### Müllerceller
Gliaceller i retina (näthinnan) utgörs av Müllerceller och astrocyter. Müllerceller omger och kontaktar i stort sett alla neuron i näthinnan, och är därför viktiga i att hålla neuronen levande och funktionsdugliga.

### Perifera nervsystemet

#### Schwannceller
Schwannceller, som även kallas Schwannska celler, är gliaceller som producerar myelin i det perifera nervsystemet. De är anslutna till, avgränsar och omger axonerna i perifera nervsystemet från närliggande bindväv.

#### Satellitceller
Satellitceller finns i ganglion i det perifera nervsystemet.

## Funktion
Gliacellers funktion innefattar att upprätthålla homeostas i nervceller, modulera hastigheten hos nervimpulser, medverka i signalöverföringen i anslutning till synapsklyftan genom upptag och metabolism av neurotransmittorer, och hjälpa till med återhämtning vid nervskada.